# Central Puerto
Central Puerto S.A. ist ein argentinischer Energieversorger mit Hauptsitz in Buenos Aires, Argentinien, der sich national und international mit der Entwicklung der Energieerzeugung befasst. Central Puerto hat (Stand 2021) eine installierte Leistung von 4689 MW. Seit 2018 sind die Windparks La Castellana I, Achiras I, La Genoveva I, La Castellana II, La Genoveva II, Manque und Los Olivos mit einer installierten Gesamtleistung von 374 MW in Betrieb. Central Puerto ist der größte private Anteilseigner der Gesellschaften Central Vuelta de Obligado S.A., Termoeléctrica José de San Martin S.A. und Termoeléctrica Manuel Belgrano S.A., die über eine installierte Gesamtleistung von 2554 MW verfügen.
Das Unternehmen ist an der Bolsa de Comercio de Buenos Aires (Börse von Buenos Aires) notiert und Teil des Aktienindexes MERVAL, des wichtigsten Börsenindikators in Argentinien.

## Geschichte
Central Puerto S.A. wurde 1989 gegründet. 1992 wurde die Gesellschaft Servicios Eléctricos del Gran Buenos Aires (SEGBA) eingegliedert. In den Folgejahren wurden zahlreiche Kraftwerke gebaut. 2016 wurde die Gesellschaft SADESA erworben.